# The Chords (Amerikaanse band)
The Chords was een Amerikaanse doowop-groep uit New York. De groep werd opgericht in 1951 in The Bronx. De formatie werd drie jaar later ontdekt tijdens een optreden in een metrostation. Daardoor kregen ze een contract bij Atlantic Records.

## Bezetting
- Carl Feaster (New York (The Bronx), 24 september 1930 - 23 januari 1981) (leadzang, tenor)
- Claude Feaster (23 september 1933 - november 1975) (zang, bariton)
- James C. "Jimmy" Keyes (Kentucky, 22 mei 1930 - New York (The Bronx), 22 juli 1995) (zang, eerste tenor)
- Floyd Franklin "Buddy" McRae (1 oktober 1927 - 19 maart 2013) (zang, tweede tenor)
- James William "Ricky" Edwards († 1964) (zang, bas)
- Rupert Branker († 3 juli 1961) (piano)

## Carrière
Muziekproducent Jerry Wexler, die bij Atlantic Records als A&R-man verantwoordelijk was voor getalenteerde artiesten, liet The Chords de Patti Page-song Cross Over the Bridge coveren. De single verscheen in 1954. Aandacht kreeg echter niet de A-, maar de B-kant Sh-Boom. Dit lied kreeg vanwege zijn swingende r&b-stemmen en de plausibele intro, die uit ogenschijnlijk onzinnige lettergrepen bestond als shh-boom, shh-boom, yadda da da yadda da da da da da, bijzondere bijval.
In juni 1954 werd Sh-Boom gepubliceerd als A-kant en de B-kant van deze editie bevatte de song Little Maiden. In juli steeg Sh-Boom in de Amerikaans r&b-hitlijst (2e plaats)- en de Billboard Hot 100 (5e plaats). Naast de hit Gee van de band The Crows uit 1953, die vooreerst verscheen als B-kant en daarna als A-kant, bracht Sh-Boom voor de eerste keer het blanke publiek in aanraking met de zwarte r&b-muziek. Niet iedereen hield deze ontwikkeling voor positief. Peter Potter, gastheer van de BBC panelshow Juke Box Jury, gaf uitdrukking aan zijn ontzetting en vermoedde, dat men zich over tientallen jaren niet meer aan Sh-Boom zou herinneren en dat ook geen label het nummer meer zou publiceren, hetgeen echter een misvatting bleek te zijn.
De auteurs van de song werden overstelpt met aanbiedingen van muziekuitgevers, die in de hoop op grote inkomsten de rechten aan Sh-Boom verkrijgen wilden. Uiteindelijk kwam het tot een overeenkomst met de uitgeverij Hill & Range. Daarna verschenen diverse coverversies, die vooral op de radio met het origineel concurreerden, bijvoorbeeld de versies van het Billy Williams Quartet en het Canadese zangkwartet The Crew Cuts.
The Chords traden op in meerdere tv-programma's. Tijdens deze periode kwamen ze erachter, dat er reeds een band met de naam The Chords bestond. Naar aanleiding hiervan werd de naam gewijzigd in The Chordcats en werd de single A Girl to Love uitgebracht, die vergaand onbemerkt bleef. Een laatste poging om de groep nieuwe populariteit te bezorgen, volgde in het midden van 1955, toen de bandnaam weer werd gewijzigd in aanleuning naar hun enige hit, The Sh-Booms. Naast meerdere succesloze singlepublicaties, waaronder het bij Vik Records verschenen nummer I Don't Want to Set the World on Fire (1957), kwam het in de late jaren 1050 tot enkele personele veranderingen. Voor Blue Moon, de laatste opname van The Sh-Booms, keerde de formatie in 1960 terug naar Atlantic Records. Omdat ook daar geen successen meer werden geboekt, werd de groep ontbonden.

## Trivia
- Het liedje Sh-Boom werd gebruikt in de Pixar-film Cars.

## Discografie

### Singles
- 1954: Sh-Boom
- 1954: Short Skirts
- 1954: Cross over the Bridge
- 1954: Zippity Zum (I'm in Love)
- 1954: A Girl to Love (als The Chordcats)
- 1955: Could It Be (als The Sh-Booms)
- 1957: I Don't Want to Set the World on Fire (als The Sh-Booms)
- 1960: Blue Moon (als The Sh-Booms)
- 1961: Sh-Boom (als The Sh-Booms)

### Albums
- 2005: The Best of the Chords (compilatie)
- 2006: In Mint Condition